# Graafschap Königstein

Wapen van het graafschap Königstein

Königstein was een tot de Boven-Rijnse Kreits behorend graafschap binnen het Heilige Roomse Rijk.

## De heerlijkheid Königstein (sinds 1505 graafschap) tot 1581
De in 1215 voor het eerst vermelde burcht Königstein im Taunus is waarschijnlijk gebouwd door Kuno I van Münzenberg. Na de dood in 1255 van Ulrich II, de laatste heer van Münzenberg in een twist met de graven van Katzenelnbogen komt de burcht aan de heren van Falkenstein.
In 1418 sterft het huis Falkenstein uit en Königstein wordt geërfd door de heren van Eppstein. Dit is een gevolg van het huwelijk van Luitgard van Falkenstein met Eberhard I van Eppstein.
Het bezit van het huis Eppstein is nu op een hoogtepunt. De heren bezitten naast hun stamlanden (Eppstein, Homburg, Kleeberg) en de Falkensteiner erfenis ook de Breuberger erfenis (Breuberg, Wertheim am Main, Ortenberg, Gedern) en de Diezer erfenis (Weilnau).
Met de deling van Königstein in 1421 tussen de twee zoons van Eberhard I en Luitgard begint de neergang van het geslacht. In 1424 verdelen de broers de pandschappen en in 1433 volgt de definitieve deling van alle landen.
- De oudste broer Gotfried VII sticht de linie Eppstein-Münzenberg (uitgestorven 1522)
- de jongere broer Eberhard II sticht de linie Eppstein-Falkenstein (uitgestorven 1535)

In 1441 wordt Breuberg aan het graafschap Erbach verkocht. Het huwelijk van Philips met Louise van de Mark vormt de basis voor de successie in 1544 in het graafschap Rochefort.
Eberhard IV wordt in 1505 tot graaf verheven en de heerlijkheid Königstein tot graafschap. De graaf is een vroege aanhanger van de Lutherse leer, maar voert de reformatie niet in.
In 1522 erft hij na het uitsterven van de oudere tak Eppstein-Münzenberg 1/4 van het graafschap Diez (1530 verkocht aan Nassau) en de helft van Eppstein (de andere helft is in 1492 aan Hessen verkocht).
De eerste graaf is tevens de laatste graaf. Met hem sterft het huis in 1535 uit.
De laatste graaf Eberhard IV vermaakt het graafschap aan de tweede zoon van zijn zuster Anna van Eppstein-Königstein. Na de dood van Eberhard in 1535 neemt dan ook Lodewijk van Stolberg bezit van het graafschap. Hij voert in 1540 de Reformatie in. In 1544 erft hij ook het graafschap Rochefort, dat deel uitmaakt van het prinsbisdom Luik. Na de dood van zijn oudste broer in 1552 wordt hij tevens regent voor zijn minderjarige neven in de graafschappen Stolberg en Wernigerode. In 1556 erft hij van een schoonzoon het graafschap Wertheim en de heerlijkheid Breuberg. Hij voert de titels graaf van Königstein, Dietz, Rochefort en Wertheim
Na zijn dood zonder mannelijke nakomelingen in 1574 vererven Breuberg, Wertheim en Rochefort via zijn dochter aan de graven van Löwenstein. Volgens het testament van Eberhard IV wordt hij in Königstein opgevolgd door zijn jongere broer Christof.
In Königstein, Ortenberg en Gedern wordt Lodewijk opgevolgd door zijn broer Christoph. Als deze kinderloos overlijdt in 1581 draagt de keizer Königstein als leen op aan de keurvorst van Mainz. De protesten van Stolberg hebben geen effect. Het keurvorstdendom rekatholiseert het graafschap. De resten van de erfenis (Ortenberg en Gedern) vallen aan de graven van Stolberg.

## Het Mainzer deel van het graafschap Königstein
Het Mainzer deel van Königstein heeft geen aparte status, maar maakt een integraal deel uit van het keurvorstendom.
Alleen tijdens de Dertigjarige Oorlog komt er iets van het oude graafschap terug als het Stolbergse gezag in 1632 door Zweedse troepen hersteld. Na de Zweedse nederlaag in 1635 komt Königstein weer terug aan het keurvorstendom.
Het bestaat uiteindelijk uit de ambtsvoogdijen Königstein, Eppstein en Oberursel, die onderdeel zijn van het hoofdambt Höchst en Königstein.
In paragraaf 12 van de Reichsdeputationshauptschluss van 25 februari 1803 wordt het ambt Königstein aan Nassau-Usingen toegewezen en daarmee is het Mainzer deel opgenomen in het latere hertogdom Nassau.

## Het Stolberger deel van het graafschap Königstein
Bij de verdeling van de Stolberger landen in 1587 vallen de resten van het graafschap (Gedern en een aandeel in Ortenberg) aan de broers Lodewijk Georg en Christof II. In 1590 verkopen zij het 1/4 Eppsteiner aandeel in Butzbach aan het keurvorstendom Mainz. In 1601 wordt Ortenberg, dat een condominium is met drie heren in gelijke delen verdeeld door die heren: Isenburg, Hanau en Stolberg.
Na het uitsterven van de tak Stolberg-Stolberg in 1631 vindt er op 31 mei 1645 een grote verdeling plaats van de landen van het huis Stolberg.
- Gedern komt aan de tak Stolberg-Wernigerode
- Ortenberg komt aan de tak Stolberg-Stolberg

Tussen 1672 en 1700 wordt het gebied vergroot met het ambt Lissberg van Hessen-Homburg.
Als in 1704 de zijlinie Stolberg-Roßla zich afsplitst van Stolberg-Stolberg, komt Ortenberg aan Roßla.
Bij de deling van Stolberg-Wernigerode in 1710 onder de drie zoons van graaf Lodewijk Christiaan gaat Gedern een afzonderlijke tak vormen onder Frederik Karel (tot 1714 onder regentschap van Christina van Mecklenburg).
Op 18 februari 1742 wordt de graaf van Stolberg-Gedern tot rijksvorst verheven.
Na het uitsterven van Stolberg-Gedern in 1804 komt het graafschap weer aan Stolberg-Wernigerode.
Artikel 24 van de Rijnbondakte van 12 juli 1806 stelt het deel van het graafschap Königstein dat in bezit was van de vorst van Stolberg-Gedern onder de soevereiniteit van het groothertogdom Hessen-Darmstadt: de mediatisering.
Bij een grensverdrag in 1806 tussen Hessen-Darmstadt en het vorstendom Isenburg wordt Gedern afgestaan aan Isenburg. Het verdeelde Ortenberg heeft een chaotische geschiedenis. Het Isenburger en Stolberger deel zijn sinds 1806 onder Isenburg herenigd. Het voormalige Hanauer deel is via het landgraafschap Hessen-Kassel in 1806 aan Frankrijk gekomen. Frankrijk staat dat aandeel in 1810 af aan Hessen-Darmstadt.
Na de napoleontische nederlagen komt het vorstendom Isenburg in 1813 eerst onder Oostenrijks bestuur. Het Congres van Wenen in 1815 voegt Isenburg bij Hessen-Darmstadt, zodat uiteindelijk het hele Stolbergse aandeel in Königstein een gemediatiseerd land binnen Hessen-Darmstadt is.

## Regenten
| regering  | naam                | geboren    | overleden  | familie                                   |
| --------- | ------------------- | ---------- | ---------- | ----------------------------------------- |
| 1342-1391 | Eberhard I          | voor 1339  | 28-5-1391  | zoon van Gotfried VI van Eppsetein        |
| 1391-1443 | Eberhard II         | voor 1391  | 1443       | zoon                                      |
| 1443-1475 | Eberhard III        | voor 1425  | 1475       | zoon                                      |
| 1475-1481 | Philips I           | voor 1459  | 28-11-1480 | zoon                                      |
| 1481-1535 | Eberhard IV         | voor 1481  | 25-5-1535  | zoon                                      |
| 1535-1574 | Lodewijk            | 12-1-1505  | 1-9-1574   | zoon van Anna van Eppstein-Königstein     |
| 1574-1581 | Christof I          | 10-1-1524  | 8-8-1581   | broer                                     |
| 1581-1587 | Albrecht Georg      | 2-3-1516   | 4-7-1587   | broer                                     |
| 1587-1618 | Lodewijk Georg      | 8-10-1562  | 7-11-1618  | zoon van Hendrik van Stolberg-Wernigerode |
| 1618-1641 | Hendrik Volrad      | 13-7-1590  | 4-10-1641  | zoon                                      |
| 1645-1672 | Hendrik Ernst I     | 20-7-1593  | 4-4-1672   |                                           |
| 1672-1710 | Lodewijk Christiaan | 8-9-1652   | 27-8-1710  | zoon                                      |
| 1710-1767 | Frederik Karel      | 11-10-1693 | 28-9-1767  | zoon                                      |
| 1767-1804 | Karel Hendrik       | 24-10-1761 | 5-1-1804   | kleinzoon                                 |
| 1804-1806 | Christiaan Frederik | 8-1-1746   | 26-5-1824  | graaf van Stolberg-Wernigerode            |